# Bhopawar
Bophawar és una petita població de l'Índia central a Malwa, al districte de Dhar a Madhya Pradesh, únicament destacable perquè fou la primera capital de l'agència Bhil, i va donar nom a l'agència posteriorment (agència de Bhopawar). Fou seu d'un regiment del Bhil Corps i objecte d'alguns combats el 1857.